# Гадор
Гадор (ісп. Gádor) — муніципалітет в Іспанії, у складі автономної спільноти Андалусія, у провінції Альмерія. Населення — 3225 осіб (2010).
Муніципалітет розташований на відстані близько 400 км на південь від Мадрида, 12 км на північ від Альмерії.
На території муніципалітету розташовані такі населені пункти: (дані про населення за 2010 рік)
- Гадор: 2913 осіб
- Лас-Мінас: 24 особи
- Москолукс: 49 осіб
- Пауленка: 189 осіб
- Ель-Руїні: 50 осіб

## Демографія
Динаміка населення (INE ):

## Галерея зображень

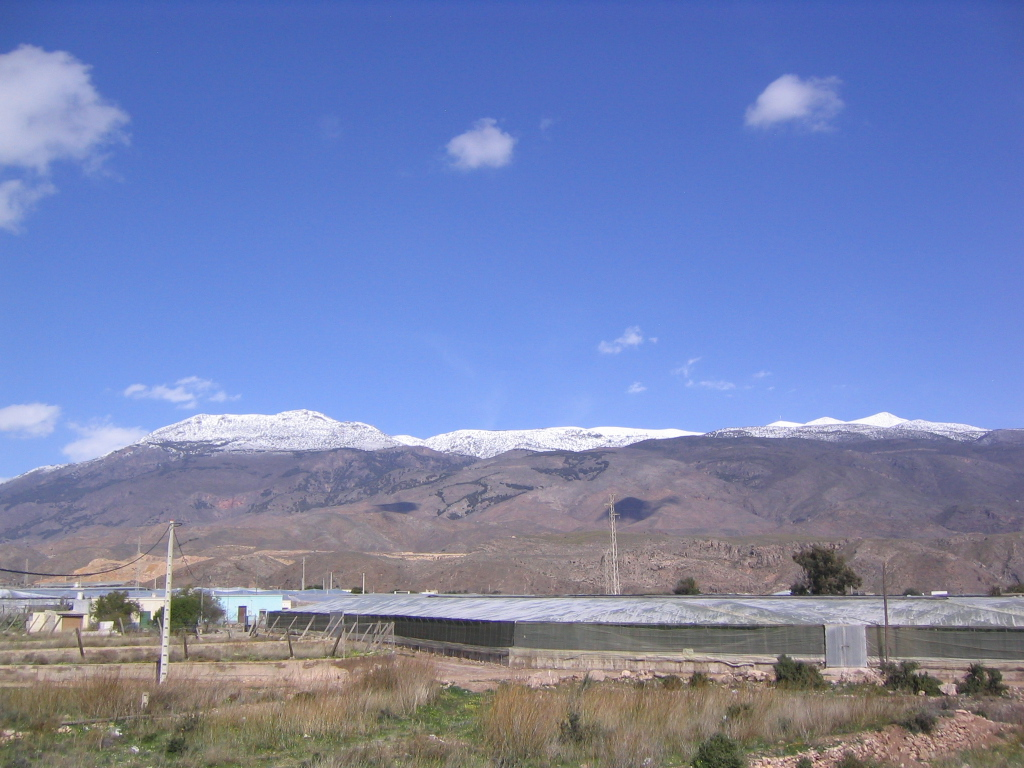
Сьєрра-де-Гадор